# Volný verš
Volný verš je verš, v němž se zásadně nepracuje s žádnými obvyklými prvky prozódie, tj. ani s přízvukem, ani s délkou samohlásek, ani se v něm nevyskytuje konstantní počet slabik ve verši.
Je však možné, že se ve volném verši pracuje s dalšími prvky, které naproti tomu nevyužívá obvyklá prozódie, jako je například tempo či větné intonace. Může se v něm ale pracovat s rýmem, asonancí či dalšími prvky, poměrně častým prostředkem je také vynechávání interpunkce, častá je také práce se syntaxí. Velmi častou variantou volného verše je to, že se v textu samotném sice vyskytují metrické prvky, nicméně nejsou v celé básni shodné (např. po trochejském verši následuje daktylský, po tomto daktylu zase jambický atd.). Často jsou veškeré metrické prvky zrušeny zcela. Někdy se také vyskytují básně, které jsou sice psány vázaným veršem, ale verše jsou rozděleny jako volné verše bez ohledu na metrické prvky.
Volný verš poprvé použil americký básník Walt Whitman, je velmi rozšířen v moderní poezii jako projev opovrhování konvencemi „staré“ literatury, které pro řadu současných básníků představuje mj. vázaný verš.
Termínem volný verš někteří autoři (např. Václav Černý) překládají italský termín verso sciolto, technicky vzato se však o volný verš nejedná, neboť verso sciolto označuje nerýmovaný jedenáctislabičný sylabotónický jamb. Doslova sice verso sciolto znamená „volný“ či „nespoutaný verš“, avšak pouze ve smyslu verše nerýmovaného. Volný verš v českém smyslu tohoto slova je v italštině označován jako verso libero (svobodný verš).

## Příklad
Ale i v noci pracuje centrála hlavy.

Drnčí v ní telefony a svítí signály.

Tvé srdce všechno slyší a cítí.

Nepřestřihl jsi dosud drát

a v zubech nepřekousl pupeční šňůru.

A život jednou prožitý tak rychle nezhasne.

Doznívá dlouho, bolí, sálá a žhne.

(Vilém Závada: Poslední rozloučení)